# Fairfield Township (Butler County, Ohio)
Fairfield Township ist eine von dreizehn Townships des Butler County im US-Bundesstaat Ohio. Nach der Volkszählung im Jahr 2000 waren hier 15.571 Einwohner registriert.

## Geografie
Fairfield Township liegt im Südosten des Butler Countys, 37 km nördlich von Cincinnati, im Südwesten von Ohio und grenzt im Uhrzeigersinn an die Townships: St. Clair Township, Madison Township, Liberty Township, West Chester Township und Ross Township.

## Verwaltung
Die Township wird durch ein Board of Trustees, bestehend aus drei gewählten Mitgliedern, verwaltet. Zwei Personen werden jeweils im Jahr nach der Präsidentschaftswahl gewählt und eine jeweils im Jahr davor. Die Amtszeit dauert in der Regel vier Jahre und beginnt jeweils am 1. Januar. Daneben gibt es noch einen Township Clerk (zuständig für Finanzen und Budget), der ebenfalls im Jahr vor der Präsidentschaftswahl auf eine vierjährige Amtszeit gewählt wird. Dessen Amtszeit beginnt jeweils am 1. April.